# Золототисячник прибережний
Золототисячник прибережний (Centaurium littorale) — вид рослин родини тирличеві (Gentianaceae), поширений у помірній Європі.

## Опис
Дворічна трав'яниста рослина 5–20 см заввишки, гола, з багатьма стеблами. Листки в прикореневій розетці та супротивні на стеблі, безчерешкові. Листові пластини й розеткових листків зворотно-яйцюваті, з цілим краєм, паралельно-жилкові; стеблових листків — лінійно ланцетні, 1-жильні. 
Суцвіття — щиток. Чашечка майже з окремими листочками, 5-лопатева. Віночок у формі колеса, світло-червоний, ≈ 10 мм шириною, 5-пелюстковий. Тичинок 5. Плід: 2-х роздільна насінна коробочка.

## Поширення
Вид поширений у помірній Європі.

## Галерея

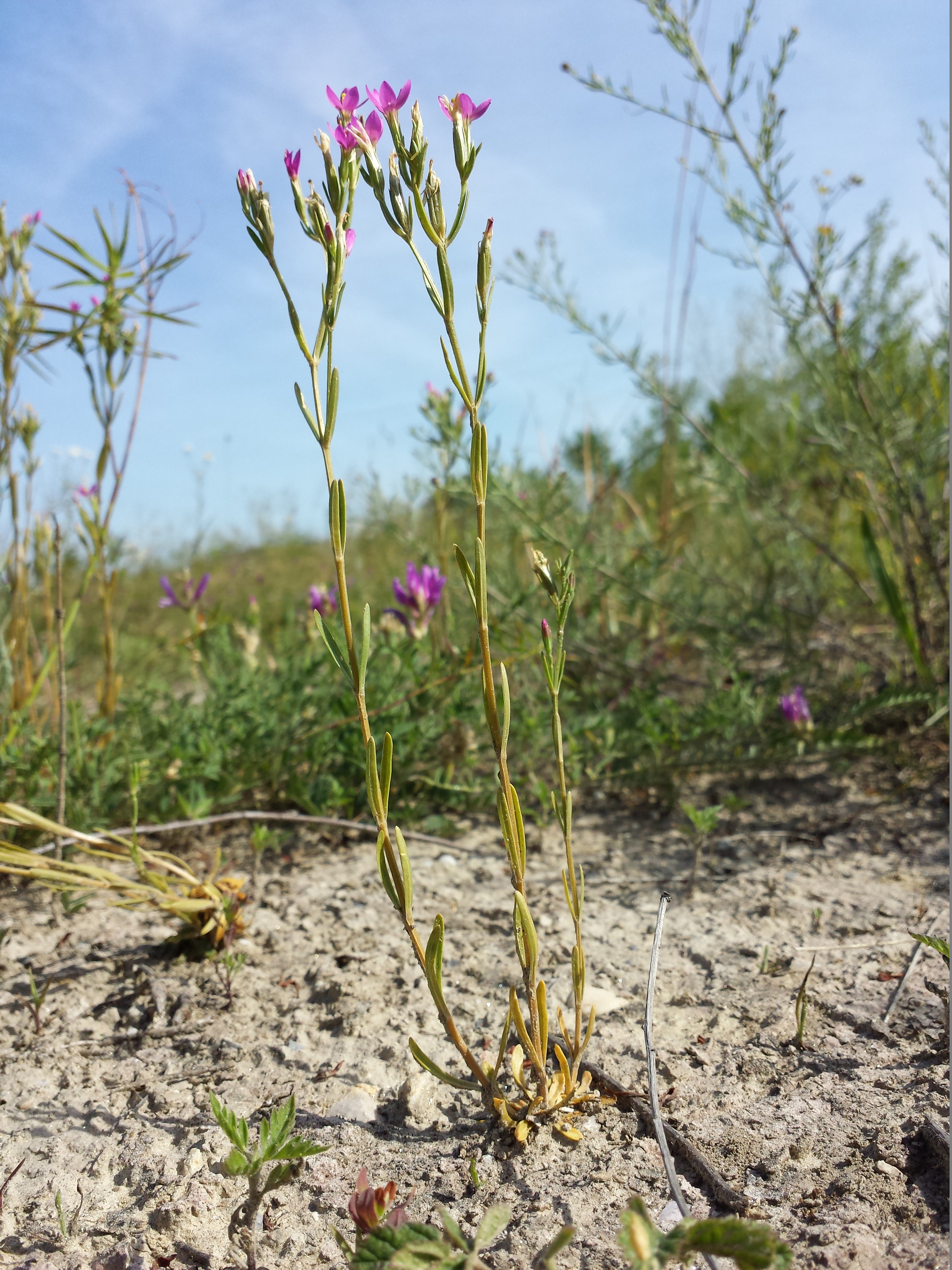
рослина в середовищі проживання
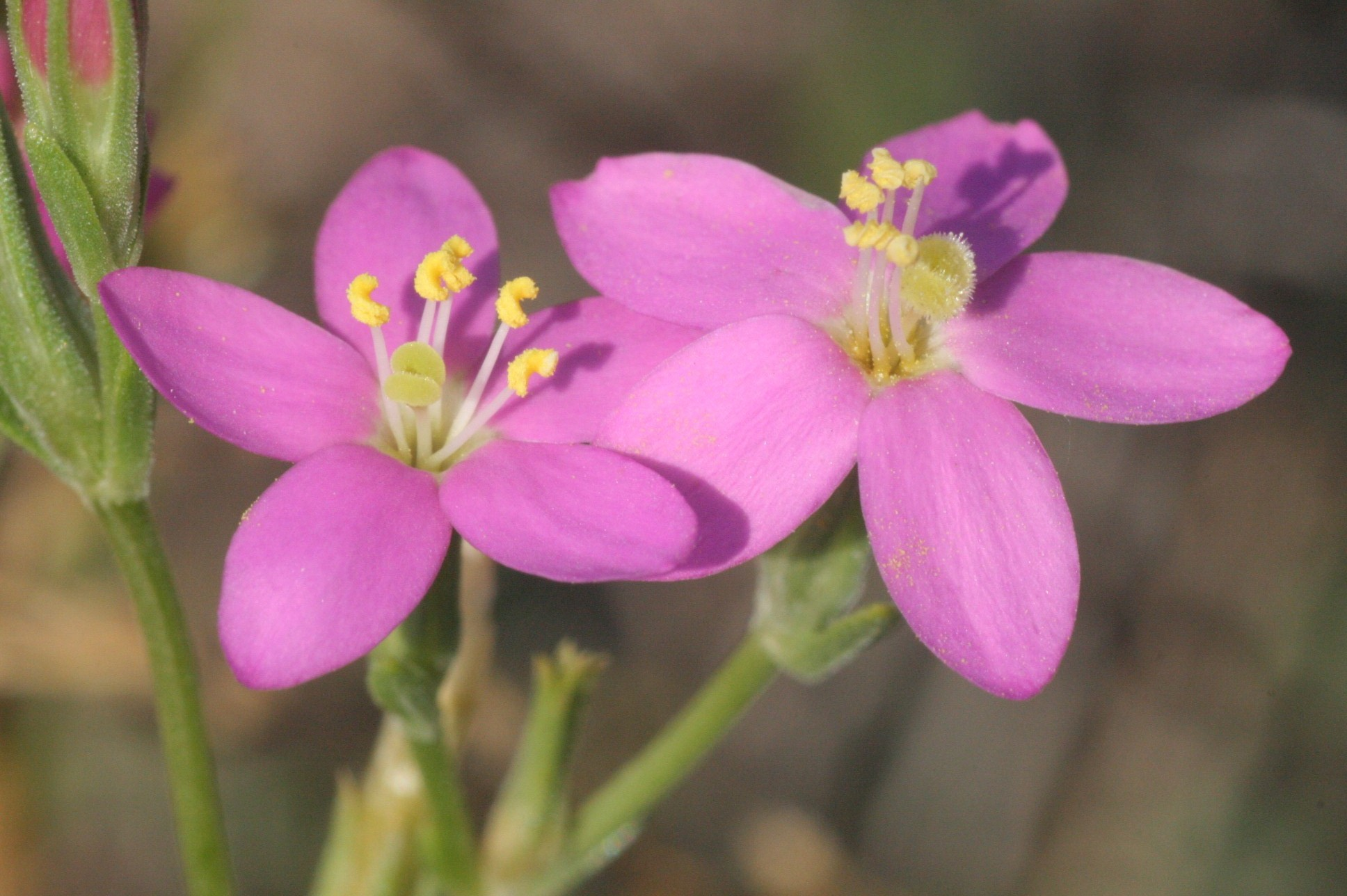
квіти
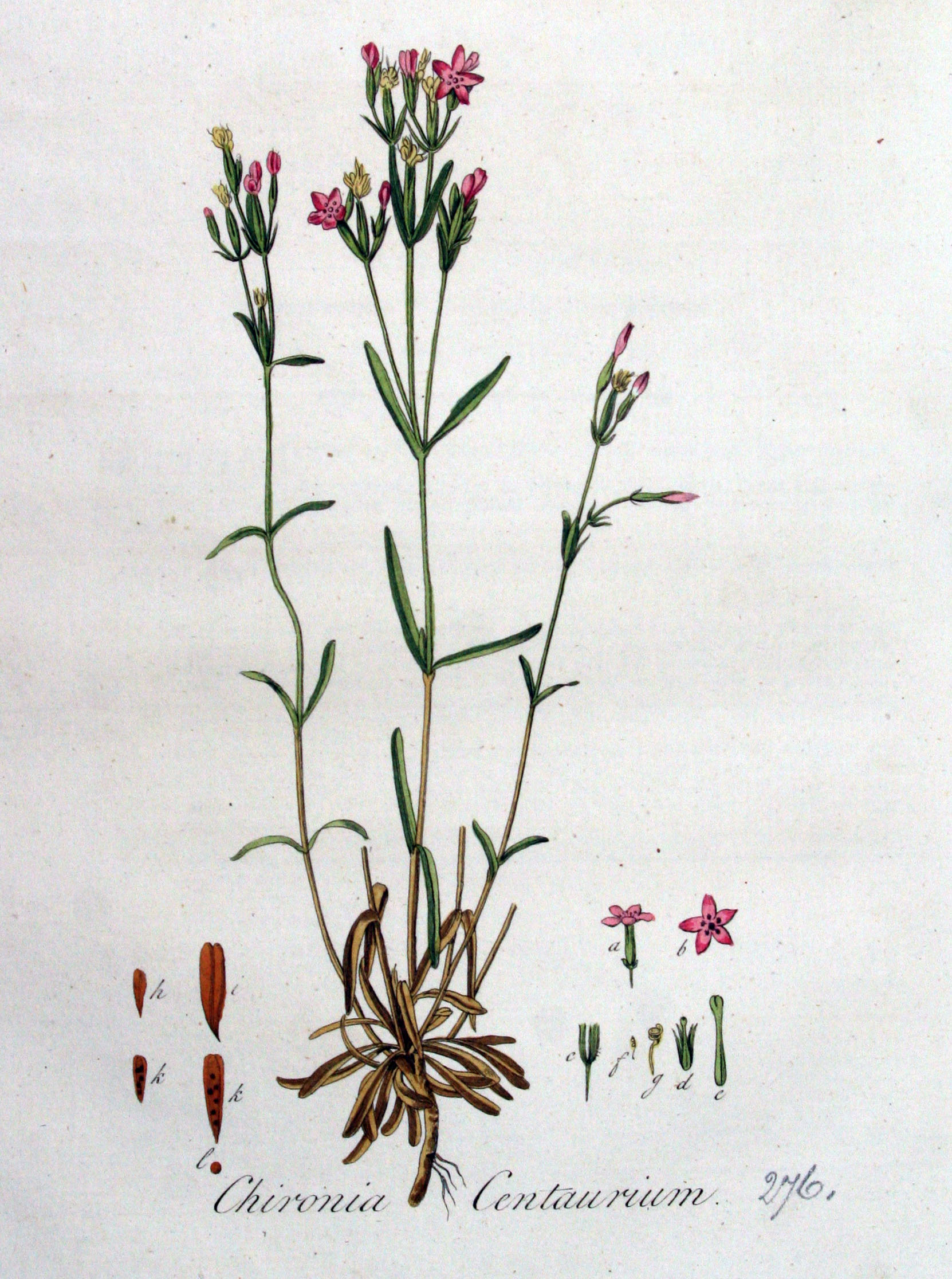
ілюстрація